# Los Saicos
Los Saicos o simplemente Saicos fueron una banda de rock formada en 1964 en el distrito limeño de Lince, Perú. Es considerada por ciertas fuentes como la precursora mundial del punk rock —aceptado por el consenso académico como un género musical de los años 1970, oriundo de Inglaterra y Estados Unidos—.
A pesar de su corta existencia, fue uno de los grupos más exitosos de su época y el primero de Sudamérica en grabar sus propias canciones en español. Tenía un estilo tan visceral como agresivo, pero a la vez divertido, típico del rock.
De sus sencillos, grabados entre 1964 y 1966, los más conocidos son «Demolición», «Fugitivo de Alcatraz», «Cementerio», «El entierro de los gatos», «Ana» e «Intensamente», los cuales se han convertido en himnos del rock peruano y, con el tiempo, han propiciado el reconocimiento de la banda internacionalmente.

## Historia

### Inicios y formación (1960-1963)

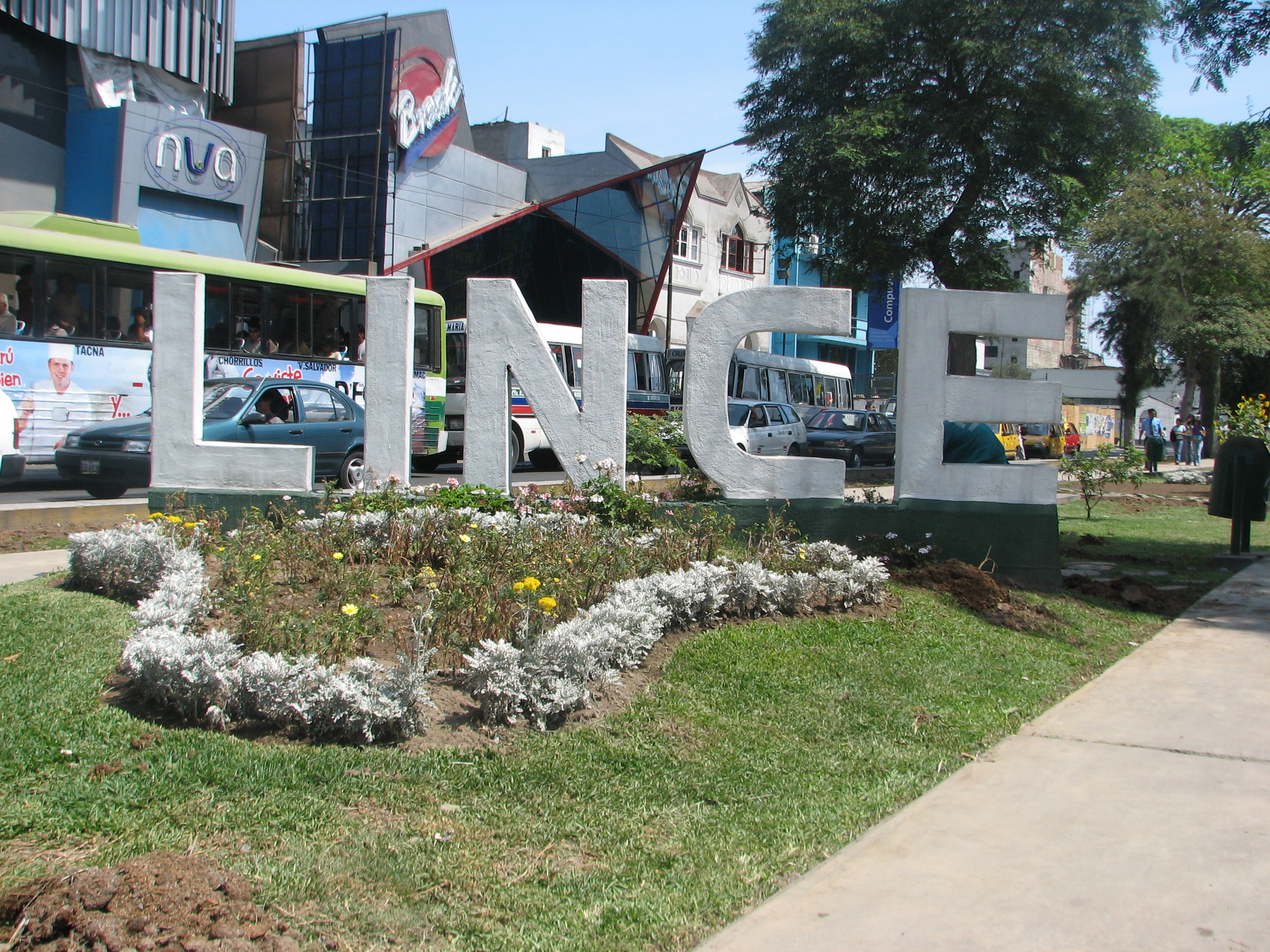
Distrito de Lince, lugar de origen de Los Saicos.

En el verano de 1960, Erwin Flores, César Augusto "Papi" Castrillón y Francisco "Pancho" Guevara, se conocieron en una pandilla rocanrolera de Lince, llamada Los Cometas, coordinada por Sergio Vergara, un DJ que trabajaba en Radio Victoria, haciendo unas sesiones de rock and roll.
La primera vez que "Papi", "Pancho" y Erwin, se encontraron, fue en un parque tras escaparse del colegio. César estaba tocando un rondín y tenía una voz muy melódica. Pancho lo acompañaba tocando el ritmo en un automóvil con un par de palos que hacían la vez de baquetas. Erwin se acercó y, cuando acabaron de tocar, entabló conversación. Descubrieron una mutua afición por la música, aunque al principio Erwin no tenía el talento de los otros dos, pero sí interés y mucha actitud. Pronto empezaron a frecuentarse; Papi (César Castrillón) trajo a Rolando "El Chino" Carpio (quien tocaba con Frank Privette, líder de Los Steivos) y comenzaron a reunirse en su casa para escuchar canciones.
En 1962, Erwin viaja a Brasil a estudiar Agronomía y para 1964, regresa a Perú con una guitarra eléctrica y las intenciones de formar una banda de rock and roll. Decidió seguir con la guitarra rítmica.

### Origen del nombre
Hay muchos mitos sobre el nombre Los Saicos, los cuales son muy curiosos: Durante un ensayo en 1964, Erwin Flores llegó con la propuesta de que se llamaran Los Sádicos, pero la descartaron, pues era demasiado cruda para la época. Sin embargo, se les ocurrió eliminar la «D» para quedar como Saicos, sin el artículo «Los» porque, según ellos, eso lo hacían los grupos de nueva ola. De esa manera, no solo jugaban con la fonética de la palabra inglesa «psycho», cuyo significado es «psicópata» en español, sino que hacían referencia a los relojes Seiko, muy populares entonces. Otra versión sobre el nombre dice que lo eligieron porque sonaba bien gritándolo. En sus grabaciones sí figuraría con el artículo; es decir en la forma «Los Saicos».
También se cree que se les ocurrió después de ver la película Psycho (psicosis en castellano), y que por el impacto de la película decidieron que el nombre sería tal cual como su actitud.

### Éxito y popularidad (1964-1966)
En esa época la gran mayoría de los grupos trataban de imitar el estilo de grupos británicos como The Beatles y cantar en inglés. Sin embargo Los Saicos no siguieron esa línea, tampoco hicieron covers de otras bandas y decidieron cantar en español composiciones propias y así definieron un estilo único. Solo tienen dos canciones en inglés que fueron hechas en sus inicios por ellos mismos: «Come on» y «Lonely star».
Una de sus primeras presentaciones fue a fines de 1964, en el famoso Boite del centro histórico de Lima, bar inmortalizado en la obra Conversación en La Catedral. En este concierto los músicos conocieron a otros roqueros de ese estilo colérico como Jean Paul "El troglodita", quien aquellas veces se presentaba con Enrique Pastor (quien luego sería baterista de Los Steivos), así como también a escritores y literatos como Mario Vargas Llosa y Juan Gonzalo Rose, que frecuentaban esos lugares nocturnos.
Participaron a manera de debut oficial en el festival Cacodispe, realizado en el antiguo Cine Tauro, y fue allí donde conocieron a Rebeca Llave, del sello discográfico Dis-Perú.
Su primera presentación en televisión, fue en el programa de Guido Monteverde en el antiguo Canal 9, interpretando el tema «Come on», uno de sus primeros temas. Al final de su actuación recibieron un premio simbólico con el lema Lo mejor de la semana.
Luego aparecerían continuamente en programas de Panamericana Televisión; eran habituales de El Hit de la Una, La Escalera del Triunfo y Cancionísima, con Pablo de Madalengoitia, en Canal 5.
En uno de sus ensayos, comenzaron a tocar un tema que hacían solo para divertirse, pero a su productora le encantó dicha composición y los convenció para que lo grabaran. Fue su éxito más grande y llegó incluso a ser escuchado por público que no hablaba español como el anglosajón (inglés). Este tema se titulaba «Demolición» y fue lanzado en mayo de 1965; tiene una letra, salvaje, anarquista (aunque su letra carecía de contenido político) y su instrumentación está inspirada en el surf rock estadounidense. Según Wong Melgar, dicho anarquismo no es propio de Los Saicos. Dicho fenómeno de atribuirle un sentido anarquista se debe a una resignificación a partir de la reversión que hace la banda Leusemia posteriormente. 
Tras el éxito de  «Demolición», eran convocados para ir a programas de televisión y alternaron tocando en canal 5 y también en el 4, pero sería en el programa La llamada de la Fortuna, en Canal 9, donde llegaron a tener su propio segmento de media hora dos veces por semana, llamado El show de Los Saicos.
Cuando el grupo grababa, por lo general los ingenieros de sonido, que estaban acostumbrados a los valses; grababan anulando los amplificadores y los conectaban directamente a la grabadora. Por ello, en los momentos precisos en que registraban su sonido, Los Saicos no escuchaban la música que tocaban, solo la batería en el fondo, y tenían que tocar de memoria y ver luego qué había resultado. No había auriculares de ningún tipo y debían tocar todos juntos en vivo. Ni siquiera se grababa por pistas, dando como resultado su característico sonido agresivo pero muy melódico.
De los cinco 45 r. p. m. que grabaron con Dis-Perú, los tres primeros que son: «Come On», «Ana», «Demolición», «Lonely Star», «Camisa de fuerza» y «Cementerio». Los lado A, tienen un estilo anarquista con voz principal de Erwin y los lado B, tienen a César Castrillón en la voz principal. en total, grabaron un total de doce canciones en seis simples promocionales. 
"Te amo"/"Fugitivo de Alcatraz" y "Salvaje"/"El entierro de los gatos"; fueron grabadas en los estudios de Sono Radio, en el Cine Coloso ubicado en La Victoria, a fines de 1965, y es aquí donde se ve muy mejorada su narrativa y composición.
En 1966, abandonaron Dis-Perú, donde los trataban como a unas estrellas. Tenían un trato de palabra con IEMPSA, que los había anunciado como artistas exclusivos, pero ante una mejor oferta acabaron en El Virrey, donde terminaron como un grupo más en un catálogo anónimo.

### Separación y proyectos alternos
Tras este acontecimiento Castrillón declara que al advertir el rumbo que tomaba el grupo optó simplemente por colgar el bajo y dejar de ir a los ensayos, mientras que Rolando Carpio acababa de graduarse como ingeniero electrónico y quería dedicarse a su carrera, por lo que comenzó a faltar a los ensayos.
Su última grabación fue un 45 para el sello El Virrey, que contenía las canciones "Besando a Otra"/"Intensamente", temas que prácticamente nunca ensayaron y que Pancho Guevara y Erwin finiquitaron por su parte, lo que sería la última grabación de Los Saicos en esa época.

### Breve regreso (1969)
En 1969, intentaron relanzar el grupo pero con César Castrillón y Erwin Flores como miembros originales, acompañados de Álex Rodríguez (Los Dream’s y Los Silverton’s) en primera guitarra y Jorge Blondet (Dr. Wheat y Alma Latina) en batería. Grabaron un disco de 45 r. p. m. "El Mercenario"/ "Un poquito de pena". 
Rolando viajó a los Estados Unidos y se dedicó a la ingeniería dejando de lado la música, Castrillón también se traslada a Estados Unidos. Pancho se retiró pero continuó viviendo en Perú y Erwin se fue a estudiar Física a Washington D. C., después de graduarse trabajó en la NASA y fue el único que se mantuvo ligado a la música, cantando en bares y hasta en una orquesta de salsa y cumbia.

### Reencuentro de la banda y regreso a los escenarios (2010-actualidad)
En 1999 el sello español, Electro-Harmonix sacó a la venta el disco no oficial Wild Teen Punk from Perú 1965, que compilaba los seis 45 grabados por la banda en los años 60. A los pocos meses en la escena punk de España se empezó a divulgar que en los años 60s había existido una banda fundacional y agresiva de garage rock, que no era originaria de Estados Unidos o Inglaterra, sino del Perú y más precisamente del distrito limeño de  Lince y cantaban sus propias canciones en su idioma nativo: el español.
En 2002, la revista fanzine Sótano Beat se enteraron de que un miembro de Los Saicos aún vivía en el mismo barrio de donde provenía la banda, y fue así como ubicaron para una entrevista a Rolando Carpio, primera guitarra, sometiéndolo a un interrogatorio que les provocó aún más dudas. Creyeron disiparlas cuando poco después reapareció Erwin Flores, voz de la banda, y luego César Castrillón (bajo y voz) y Pancho Guevara (batería).
En 2005, falleció Rolando Carpio. Al año siguiente, la municipalidad de Lince decidió colocar una placa conmemorativa en la calle donde surgió la banda, en la cual se los reconocía como la primera banda Punk Rock del mundo; aunque algunos especialistas los consideran proto punk.  Al día siguiente, en un concierto de la banda Manganzoides en un bar de Barranco, Erwin Flores subió al escenario para entonar nuevamente, y tras cuatro décadas, su clásico tema "Demolición". Diversos medios empiezan a divulgar la noticia sobre la banda peruana precursora del punk. Y es cuando empieza nuevamente la Saicomanía por segunda vez, recibiendo tributos y homenajes tanto de bandas peruanas y extranjeras como Café Tacuba y Franz Ferdinand.
El 26 de marzo de 2010, 45 años después de su última presentación en vivo, Erwin Flores, César Castrillón y Pancho Guevara al fin se juntaron en Lima (apoyados por Chino Burga y Carlos Vidal, ambos de la banda limeña La Ira de Dios), para  interpretar «Cementerio», «Camisa de fuerza», «Ana», «El entierro de los gatos» y «Demolición». La reunión se llevó a cabo en el marco de un concierto que cerraba un conversatorio sobre rock hispanoamericano en la Asociación Peruano-Británico de Miraflores.
Posteriormente los Saicos se juntaron en Benidorm (España), en lo que sería su primera presentación fuera del Perú. Les correspondió cerrar la sexta y última edición del Funtastic Festival el día 10 de octubre de 2010, junto a bandas de España, Inglaterra, Argentina, México, etc. La acogida del público fue más que sorprendente. En ese concierto y en los siguientes contaron con el apoyo como parte de la banda de los músicos Juan "Ali" Valcárcel y Gonzalo Alcalde de la banda limeña "Los Protones".
El 19 de febrero de 2011 la banda estrenó Saicomanía, documental dirigido por Héctor Chávez y producido por José Beramendi donde se cuenta la historia de la banda. La expectativa en Lima por ver este documental y a los mismos Saicos fue tal que las entradas se agotaron a los 40 minutos de ser puestas a la venta. El documental se muestra más adelante en público en San Francisco, con Jello Biafra de los Dead Kennedys en la asistencia.
En julio viajaron a México para una presentación y se habló de un posible disco.
En diciembre el grupo viajó a Argentina, algo que curiosamente casi se da en 1966, realizando dos presentaciones. Sobre el hecho de presentarse en ese país, pone en duda de que el país austral fuera el primero en popularizar el rock en español con identidad propia.
En diciembre mismo en España se publica el Diccionario de Punk y Hardcore (España y Latinoamérica) publicado por la Fundación Autor y coordinado por la editorial Zona de Obras, donde señalan a Los Saicos como pioneros del punk antes que Sex Pistols y Ramones.
El 7 de septiembre del 2013, el grupo se presentó en el Festival Lima Vive Rock organizado por la Municipalidad de Lima y donde fueron homenajeados.
Ese mismo año grabaron seis canciones en el estudio de los hermanos Cornejo del grupo de rock peruano Laghonia, incluyendo «El Mercenario» y «Un poquito de pena», e inéditas («Tu nombre en la arena» y «Viejo y enfermo»). A la fecha no se ha editado dicho material. Según se comenta falta que Papi Castrillón grabe su parte.
En mayo de 2015, fallece Pancho Guevara, baterista original de Los Saicos.

### Legado
Toda su producción registrada fue emitido en CD, por el sello peruano Repsychled en 2006, gran parte del cual fue remasterizado de las cintas maestras originales. Anteriormente, un vinilo de 10" no autorizado por parte del sello español Electro - Harmonix (1999); había compilado este mismo material, tomándolo de las 45 rpm individuales en lugar de cintas maestras. La banda de garage rock, The Black Lips han reconocido a Los Saicos, como una de sus influencias más importantes. Lo cual fue un agregado reciente, puesto que no era conocida con anterioridad por la banda.
En Lima, el 26 de mayo de 2006, los miembros de la banda recibieron una Medalla Cívica por sus contribuciones a la música, una placa fue dedicada a su nombre. Además de su considerable éxito en el Perú durante su apogeo de los años 60, en los últimos años se han convertido en reconocidos pioneros del protopunk.  Su estilo y lírica, se anticipó al movimiento punk, como muchas bandas alrededor del mundo, antes de que este mismo fuera popular en los años 70.
Sin embargo, eran aparentemente sin darse cuenta de garage rock de Estados Unidos o bandas británicas aunque de muchas maneras su historia es casi paralela a la de las bandas de los 60 como The Sonics y The Standells, así como un sinnúmero de otros grupos en América del Norte.  
Al igual que en Estados Unidos, el éxito de The Beatles, desencadenó una ola de bandas que, en el caso de su propio país, darían lugar a lo que algunos han denominado la "edad de oro del Rock peruano". En este contexto, Los Saicos jugó un papel importante.

## Discografía

### Sencillos
Todos los sencillos originalmente fueron lanzados en 45 r. p. m. y fueron compuestas por Erwin Flores y Rolando Carpio.
- Come On / Ana (Dis-Perú, 1964)
- Demolición / Lonely Star  (Dis-Perú, 1965)
- Camisa de fuerza / Cementerio  (Dis-Perú, 1965)
- Te amo / Fugitivo de Alcatraz  (Dis-Perú, 1965)
- Salvaje / El Entierro de Los Gatos (Dis-Perú, 1965)
- Besando a otra / Intensamente  (El Virrey, 1966)
- El Mercenario / Un Poquito de Pena  (Dinsa, 1969; con el nombre Los Zaico, ya sin Pancho ni "El Chino", después sin "Papi" y solamente con Erwin "El Loco" Flores)
- Los Saicos 69 (2020)

Los temas «Ana», «Lonely Star», «Cementerio», «Te amo» y «Salvaje»; son cantadas en primera voz por el bajista César Castrillón.

### Álbumes
- Wild Teen-Punk from Peru 1965 (1999) - Álbum no oficial editado por el sello español Electro-Harmonix
- Saicos (2006) - Álbum oficial editado por Repsychled Records
- Saicos (2009) - Álbum oficial editado por Repsychled Records (3.ª edición) incluye por primera vez todos los temas originales rescatados desde su cinta matriz y remasterizados.  Adicionalmente incluye los siguientes bonus tracks: "Camisa de Fuerza" (Sin reverberación y prueba de sonido) y  "Cementerio" (sin reverberación), "El entierro de los gatos", "Fugitivo de Alcatraz", "Salvaje" y "Te amo" (versiones instrumentales).
- Demoler (2010) - Compilatorio editado por Repsychled Records que incluye el tema "Demolición".
- ¡Demolición!: The Complete Recordings (2010) por Munster Records

### Videografía
- Saicomania: The World Should Know - Documental (2011) realizado por el documentarista Héctor Chávez, peruano radicado en Ámsterdam, y producido por José Beramendi[27][28]

## Integrantes
- Erwin Flores: Segunda guitarra y voz.
- César Castrillón: Bajo.
- Rolando Carpio: Primera guitarra.
- Pancho Guevara: Batería.